# Vlodroppermolen
De Vlodroppermolen is een watermolen op de Rothenbach bij Vlodrop in de Nederlandse provincie Limburg. Hij werd in 1834 als gecombineerde oliemolen en korenmolen gebouwd in opdracht van P.A. Cremers, molenaar in Huckelhoven, gemeente Karken in Pruisen. De toenmalige molen was een onderslagmolen met twee raderen van gelijke diameter.
In 1879 brandde de molen uit en bij de herbouw werd uitsluitend de korenmolen vervangen. De nieuwe korenmolen werd een turbinemolen. Aanvankelijk voldeed de turbine niet en in 1884 werd een nieuwe turbine geplaatst. In de Vlodroppermolen werden twee maalkoppels op een maalstoel geplaatst: een koppel 16der kunststenen en een koppel 16der blauwe stenen. De molenstenen konden door waterkracht worden aangedreven of door een zuiggasmotor. Naderhand werd deze motor vervangen door een elektromotor. Het maalbedrijf werd in 1974 beëindigd.